# Pseudilema
Pseudilema är ett släkte av fjärilar. Pseudilema ingår i familjen björnspinnare.
Kladogram enligt Catalogue of Life:
| Pseudilema | \| \| Pseudilema dinawa \| \| \| \| \| \| Pseudilema ochracea \| \| \| \| |
|            | \| \| Pseudilema dinawa \| \| \| \| \| \| Pseudilema ochracea \| \| \| \| |
|            | Pseudilema dinawa                                                         |
|            |                                                                           |
|            | Pseudilema ochracea                                                       |
|            |                                                                           |